# 4.ª Región Militar (Brasil)
La 4.ª Región Militar (en portugués: 4ª Região Militar, 4ª RM) es una de las doce regiones militares numeradas del Ejército Brasileño, con sede en Belo Horizonte y dependiente del Comando Militar del Este.

## Historia
El 2 de julio de 1891 se creó el 4.º Distrito Militar, para fortalecer la presencia del Imperio del Brasil en todo su territorio.
El 23 de febrero de 1915, el presidente los Estados Unidos del Brasil aprobó el decreto n.º 11 497. El artículo 21.º estableció la división del territorio nacional en siete regiones militares para los efectos del comando, administración y reclutamiento. La 4.ª Región Militar, con sede provisorio en Niterói, se formó con los estados de Espírito Santo, Río de Janeiro y Minas Gerais. La sede definitiva se radicó en Juiz de Fora.
El 12 de diciembre de 1975, se dispuso que la 4.ª Región Militar y 4.ª División de Ejército pasaran a depender del I Ejército.
Por decreto n.º 1740 del 8 de diciembre de 1995, el presidente disolvió la 4.ª Región Militar; y transformó a la 4.ª División de Ejército en «4.ª Región Militar y 4.ª División de Ejército», con sede en la ciudad de Belo Horizonte. La nueva unidad pasó a depender del Comando Militar del Este. Simultáneamente, la 4.ª Brigada de Infantería Motorizada quedó subordinada a la 4/4.
El 27 de agosto de 2005 se disolvió la 4.ª División de Ejército; la 4.ª RM quedó como único comando.